# Любимовка (Севастополь)

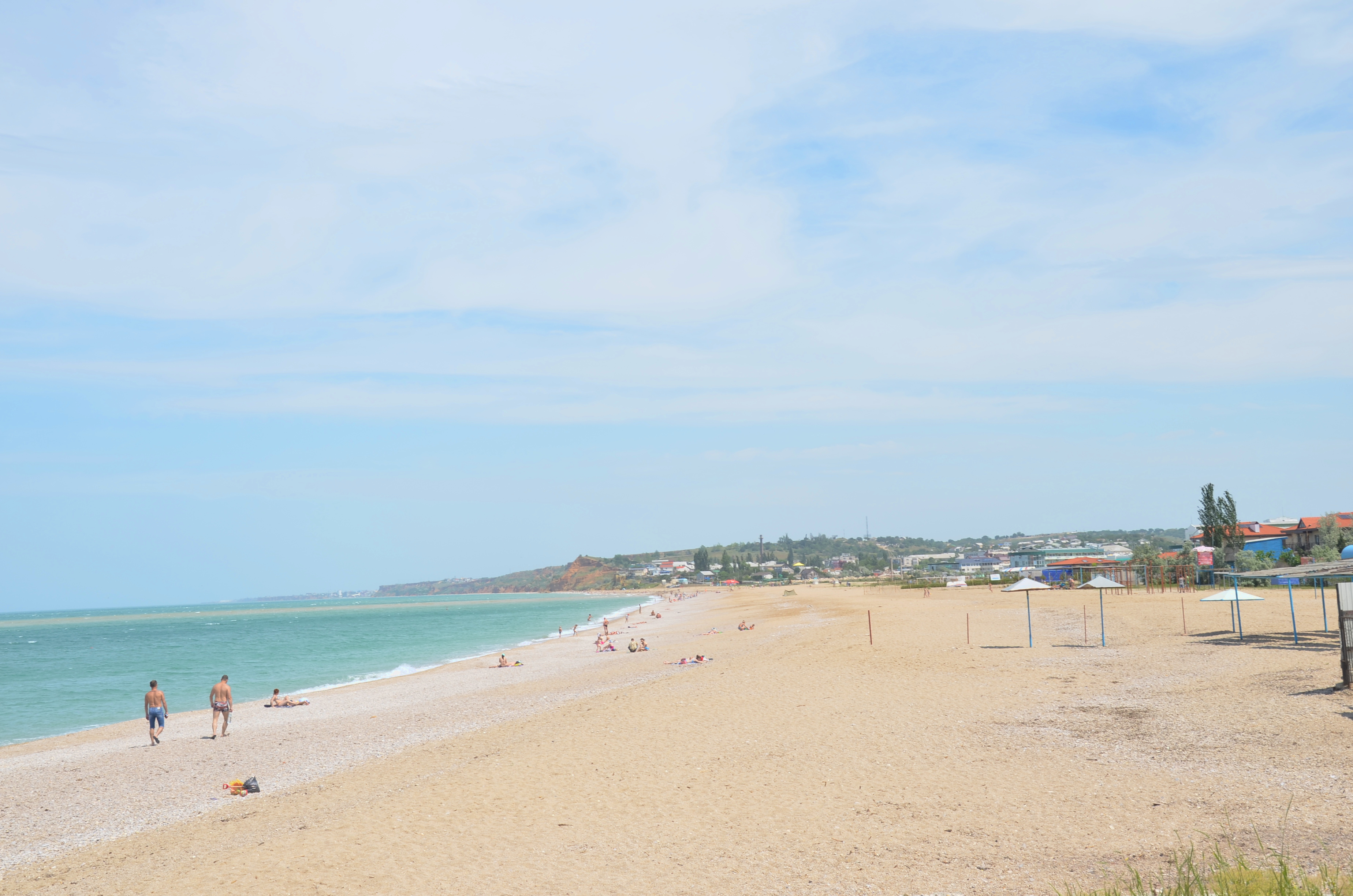
Пляж Любимовка

Люби́мовка (укр. Любимівка, крымскотат. Lübimovka, Любимовка) — упразднённый посёлок в Нахимовском районе Севастополя, сейчас — микрорайон на севере Севастополя. Площадь Любимовки 159,2 гектара, население на 2000 год — 5876 человек.
Расположена Любимовка на берегу моря, к северу от устья реки Бельбек, в 5 километрах от катерных причалов Северной стороны. Вплотную к микрорайону примыкает аэропорт Бельбек.

## История
В I—III века нашей эры на территории Любимовки располагалось скифо-сарматское поселение, от которого сохранился археологический памятник Усть-Бельбекский могильник.
На месте нынешнего посёлка в начале XX века располагалась «Школьная дача» — пансион для оздоровления учащихся «Екатеринославского коммерческого училища им. Государя императора Николая II».
Название Любимовка впервые встречается в документах от 19 ноября 1920 года, об организации Любимовского сельского революционного комитета, который действовал по август 1921 года. Есть сведения, что в декабре 1921 года, в составе Севастопольского округа, был образован Любимовский район (по другим источникам — район был образован постановлением Крымского ЦИК и СНК 4 апреля 1922 года, да и уезды получили название округов в 1922 году). 11 октября 1923 года, согласно постановлению ВЦИК, в административное деление Крымской АССР были внесены изменения, в результате которых был ликвидирован Любимовский и создан Севастопольский район.
С мая 1922 года по январь 1926 года также существовал Любимовский сельский совет. Согласно Списку населённых пунктов Крымской АССР по Всесоюзной переписи 17 декабря 1926 года, в селе Любимовка, Бартеньевского сельсовета Севастопольского района, имелось 60 дворов, из них 26 крестьянских, население составляло 204 человека (100 мужчин и 104 женщины). В национальном отношении учтено: 155 русских, 9 украинцев, 15 белорусов, 7 немцев, 3 армян, 2 еврея, 1 чех, 1 латыш, 11 записаны в графе «прочие», действовала русская школа. В свете постановления ВЦИК от 30 октября 1930 года «О реорганизации сети районов Крымской АССР», в связи с ликвидацией округов (СУ, 1930, N 41, ст. 493), селение Севастопольского района Любимовку включили в состав города, хотя в документах Любимовский поселковый совет фигурирует до 1939 года. На 1935 год в посёлке действовала артель «Согласие».
Во время обороны Севастополя 1941—1942 годов в Любимовке размещались командные пункты четвёртого сектора Севастопольского оборонительного района.